# Krajowa Komisja Porozumiewawcza
Krajowa Komisja Porozumiewawcza, później Komisja Krajowa NSZZ Solidarność – struktura władz NSZZ Solidarność, powołana 17 września 1980, jako organ koordynujący działalność struktur regionalnych i zakładowych związku. Początkowo skupiała przedstawicieli Międzyzakładowych Komitetów Strajkowych.
Przewodniczącym KKP został wybrany Lech Wałęsa, a wiceprzewodniczącymi  Andrzej Gwiazda i Ryszard Kalinowski. 
Statut NSZZ Solidarność przyjęty 20 września określił kompetencje KKP.
Należały do nich: reprezentowanie związku wobec władz, organów administracji państwowej i gospodarczej,  koordynacja działalności statutowej organizacji regionalnych związku, uchwalanie budżetu, zawieranie układów zbiorowych, wybór przewodniczącego KKP i członków prezydium.